# Blanca Muñoz

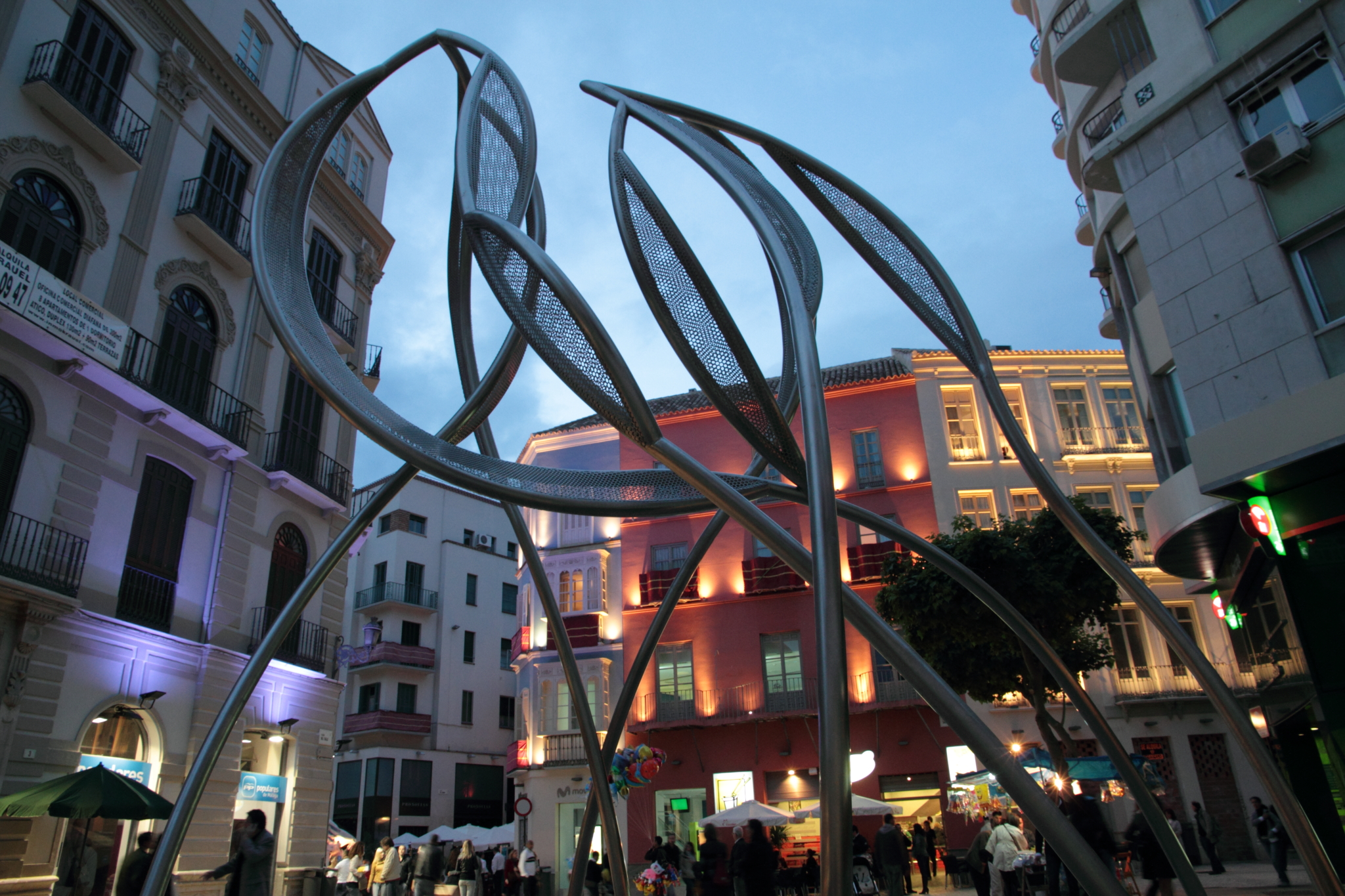
Skulptur Panta rei, Málaga, Plaza del Siglo

Blanca Muñoz Gonzalo (geboren 1963 in Madrid) ist eine spanische Grafikerin und Bildhauerin. Sowohl für kleinere Formate als auch für monumentale Arbeiten verwendet sie häufig Stahl und Lochblech, sowie Stahldraht, den sie in ihre grafischen Arbeiten einflicht und sie dadurch zu Skulpturen macht. Unter anderem wurde sie 1999 mit dem spanischen nationalen Preis für Grafik ausgezeichnet und 2019 in die Real Academia de Bellas Artes de San Fernando aufgenommen.

## Leben und Werk

### Herkunft und Ausbildung
Blanca Muñoz war die sechste von sieben Geschwistern. Ihre Mutter war Künstlerin, ihr Vater Chemiker und Biologe.
Sie absolvierte 1988 ein Studium der Schönen Künste an der Universidad Complutense de Madrid. Mit einem Stipendium des italienischen Staates studierte sie 1989 und 1990 an der Calcografia Nazionale del Istituto Centrale per la Grafica in Rom. Ein weiteres Stipendium der Academia Española de Historia, Arqueología y Bellas Artes ermöglichte ihr, ihre Studien in Italien fortzusetzen. Ein Stipendium der mexikanischen Dirección de Relaciones Exteriores finanzierte ihr 1992 und 1993 einen Aufenthalt in Mexiko. 1994 wurde sie von der Universidad Internacional Menéndez Pelayo in Sevilla gefördert. 1998 und 1999 machte sie sich in London mit digitaler Drucktechnik vertraut.

### Grafik
Während der 1990er Jahre nahm sie an den maßgeblichen Wettbewerben für Grafik in Spanien teil und erhielt 1999 schließlich den nationalen Preis für Grafik.

### Skulptur
Bereits in den 1990er Jahren fasste sie Interesse an Räumlichkeit und Skulptur:

„Prácticamente en mis primeros grabados existe una clara tendencia a la tridimensionalidad, ya en 1997 componía con varillas de acero que salían físicamente del soporte. La escultura comenzó en el transcurso de esta búsqueda.“

„Praktisch in meinen ersten Grafiken gibt es eine klare Tendenz zur Dreidimensionalität. Schon 1997 gestaltete ich mit Stahlstäben, die physisch aus dem Träger herausragen. Mit diesen Versuchen begann die Bildhauerei.“

Ihre großen Skulpturen aus rostfreiem Stahl und Lochblech lassen das Licht durchscheinen und vermitteln den Eindruck von Leichtigkeit und Beweglichkeit. Sie selbst begründete die Wahl des schwierig zu bearbeitenden Materials so:

„Al observar una escultura de chapa perforada en color a gran escala se genera un puntillismo dinámico, un objeto estático que parece moverse, un volumen que se transforma cuando el espectador lo rodea y que continuamente cambia con la incidencia de la luz“

„Die Betrachtung einer großformatigen Skulptur aus perforiertem farbigem Blech erzeugt einen dynamischen Pointillismus, ein statisches Objekt, das sich zu bewegen scheint, ein Volumen, das sich wandelt, wenn der Betrachter es umrundet, und das sich durch den Lichteinfall ständig ändert.“

Als weitere Materialien verwendet sie Marmor, Keramik und Kunstharz. Die wichtigsten Werke von Blanca Muñoz sind die für den öffentlichen Raumbestimmten Monumentalskulpturen. Ein Höhepunkt dieses Genres ist Géminis von 2009, das neben der Torre Cepsa von Norman Foster in Madrid steht. Weitere solche Monumentalskulpturen von ihr waren oder sind:
- Leónidas an der Estación de Príncipe Pío in Madrid, errichtet 2004, inzwischen abgebaut
- Perseidas II im Parque de la Curva, Bilbao, 2005.
- Eclíptica am Palacio de Congresos, Badajoz, 2006.
- Panta rei an der Plaza del Siglo, Málaga, 2008.
- Talismán bei der Fundación Juan March, Madrid, 2016.
- Altiva bei der Fundación Masaveu, Madrid, 2019.

2010 schuf sie eine Schmuck-Kollektion für das Uhren- und Schmuck-Handelsunternehmen Grassy.

## Auszeichnungen (Auswahl)
Banca Muñoz wurde unter anderem ausgezeichnet mit:
- 1991: Erster Preis der Grafik-Biennale Josep Ribera, Játiva.
- 1992: Carmen Arozena, Madrid.
- 1993: Ehrende Erwähnung. Grafikwettbewerb von Burgos.
- 1994: Grafikpreis Luis Caruncho. Museo de Grabado Contemporáneo, Marbella
- 1995: Erster Preis für Grafik Máximo Ramos, Ferrol
- 1997: Premio Adquisición, nationaler Wettbewerb, Alcorcón
- 1999: Nationaler Preis für Grafik, Madrid
- 2000: Primer Premio de Escultura Bancaixa, Valencia
- 2001: Erster Preis der Bienal de Escultura Riofisa, Madrid
- 2002: Preis für Grafik Lucio Muñoz, Madrid
- 2021: Aufnahme in die Real Academia de Bellas Artes de San Fernando

## Ausstellungen

### Temporäre Ausstellungen
Neben zahlreichen Gruppenausstellungen hatte sie eine Vielzahl von Einzelausstellungen:
- 1992 Galería Tórculo, Madrid
- 1993: Galería Saro León, Las Palmas de Gran Canaria
- 1993: Casa de Cultura Xátiva, Valencia
- 1996: Esculturas al aire libre. Fundación Olivar de Castillejo, Madrid
- 1997: Galería María Martín, Madrid
- 1997: Galería Saro León, Las Palmas de Gran Canaria
- 2000: Galería María Martín, Madrid
- 2001: Art Cologne
- 2001: Skulpturen. Baukunst Galerie, Köln
- 2001: Secciones. Grafiken, Galería La Caja Negra, Madrid und XXIV Bienal Internacional de Artes
- 2001: Grafiken, Ljubljana
- 2002: Paisajes Estelares. Grafiken. Galería Marlborough, Madrid
- 2003: Grafiken 1991–2003. XI Edición de Estampa, Madrid
- 2004: Noche y día. Galería Marlborough, Madrid
- 2004: El universo transparente. Museo Reina Sofía
- 2004: Reina Sofía, Espacio Uno, Madrid
- 2006: Natura naturans. Ediciones. Galería Marlborough, Madrid
- 2006: Skulpturen. Galería Art Nueve, Murcia
- 2007: Flotación. Galería Zaragoza Gráfica, Saragossa
- 2008: Rompecabezas. Galería Marlborough, Madrid
- 2009: Esculturas. Galería Art Nueve, Murcia
- 2009: Blue Dance. Galería Marlborough Chelsea, New York City
- 2010: Schmuck. Joyería Grassy, Madrid
- 2010: Cueva de estrellas. Sala La Gallera, Valencia
- 2012: Superficial. Galería Marlborough, Madrid
- 2013: De l’acier à l’or. Galeria Minimasterpiece, Paris
- 2013: Circunnavegación 1990-2013. Sala Alcalá 31, Madrid
- 2014: Tabú. Dibujos espaciales. Galería Marlborough, Madrid
- 2014: Grafiken 2000-2012. Tiempos Modernos, Madrid
- 2014: Grabados espaciales. Galería Saro León, Las Palmas de Gran Canaria
- 2014: Canaria, Kanarische Inseln
- 2015: Tornasol. Galería Marlborough, Madrid

### Museen und Sammlungen
Sie ist in zahlreichen Museen und Sammlungen mit Werken vertreten, darunter:
- das Museo Reina Sofía
- Academia Española de Historia, Arqueología y Bellas Artes in Rom
- Real Academia de Bellas Artes de San Fernando in Madrid
- spanische Nationalbibliothek
- Palacio de la Zarzuela
- Museo de L’Almodi in Valencia
- Quinta Colorada in Mexiko-Stadt
- Museo del Cabildo Insular auf La Palma
- Museo de Bellas Artes de Álava in Vitoria
- Museum Würth
- Stiftung Coca-Cola
- Sammlung Caja de Burgos
- Rathaus von Pamplona
- Banco de España
- Stiftung Bilbao-Arte

## Bibliografie
- Ángeles Caso: Un lento esplendor. In: Blanca Muñoz: Superficial. Gelería Marlborough, Madrid 2012, ISBN 978-84-88557-45-2, S. 3–5 (galeriamarlborough.com [PDF; abgerufen am 28. März 2022]).
- Francisco Calvo Serraller: El Museo del Prado y los artistas contemporáneos. Fundación Amigos del Museo del Prado, Madrid 2014, ISBN 978-84-15434-12-2.
- Francisco Calvo Serraller: Blanca Muñoz. Noche y día. Gelería Marlborough, Madrid 2015.
- Antonio Bonet Correa: La línea meridiana: Luz, Espacio y Tiempo en las esculturas de Blanca Muñoz. In: Blanca Muñoz: Tornasol. Galería Marlborough, Madrid 2015, ISBN 978-84-88557-69-8, S. 3–4 (galeriamarlborough.com [PDF; abgerufen am 28. März 2022]).